# Калинівщина (Чортківський район)

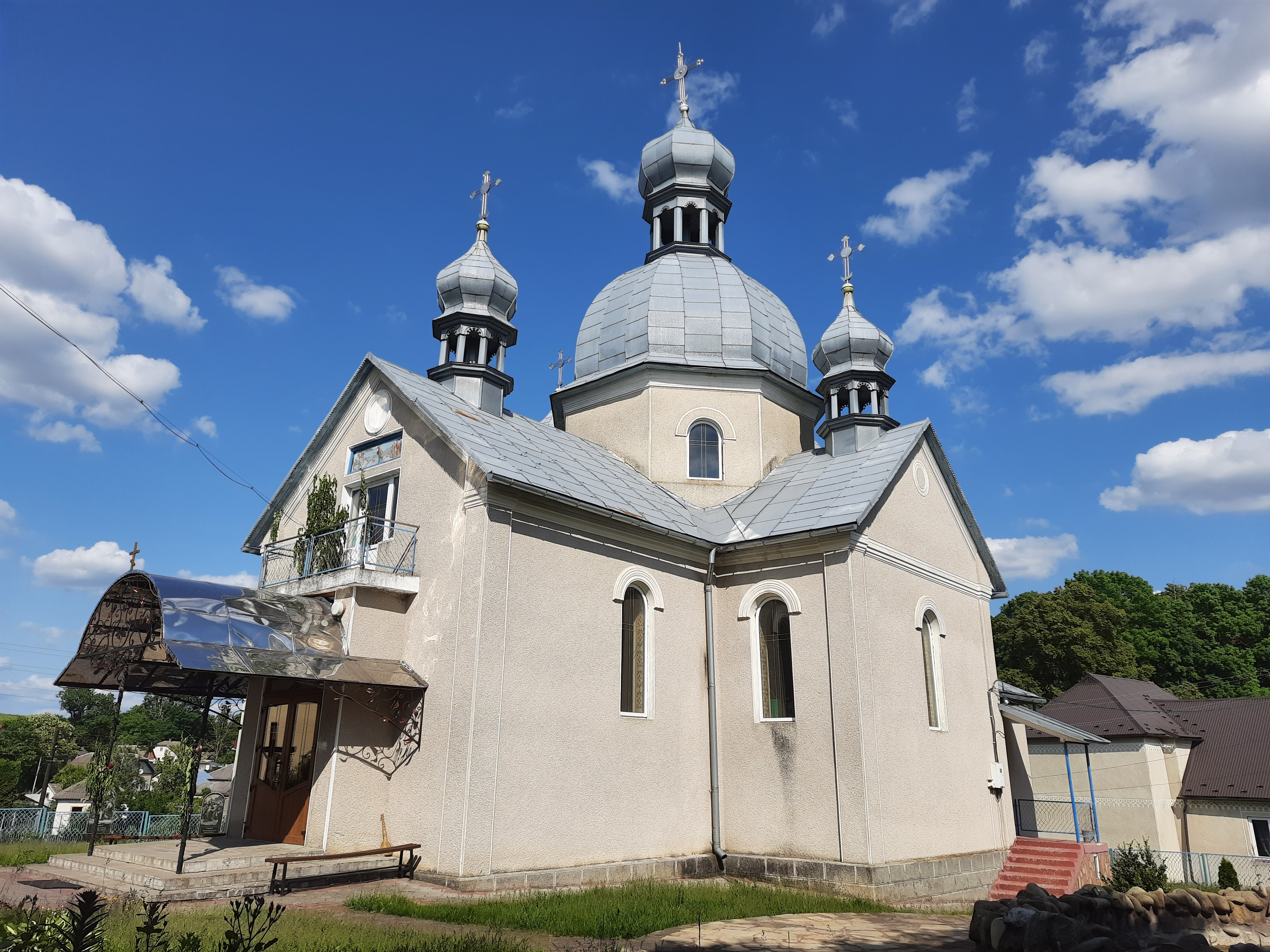
Церква Святого Архістратига Михаїла

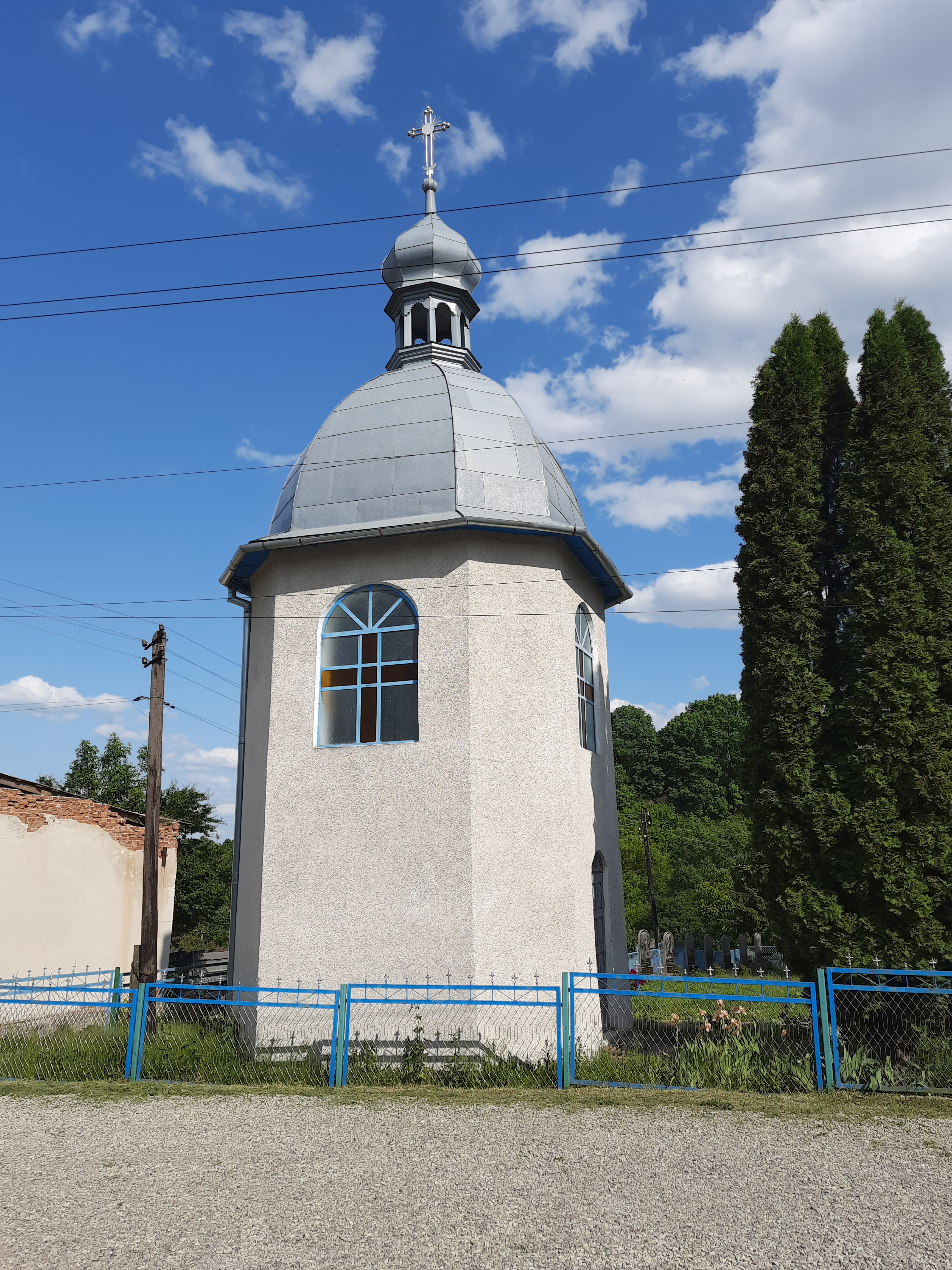
Дзвіниця

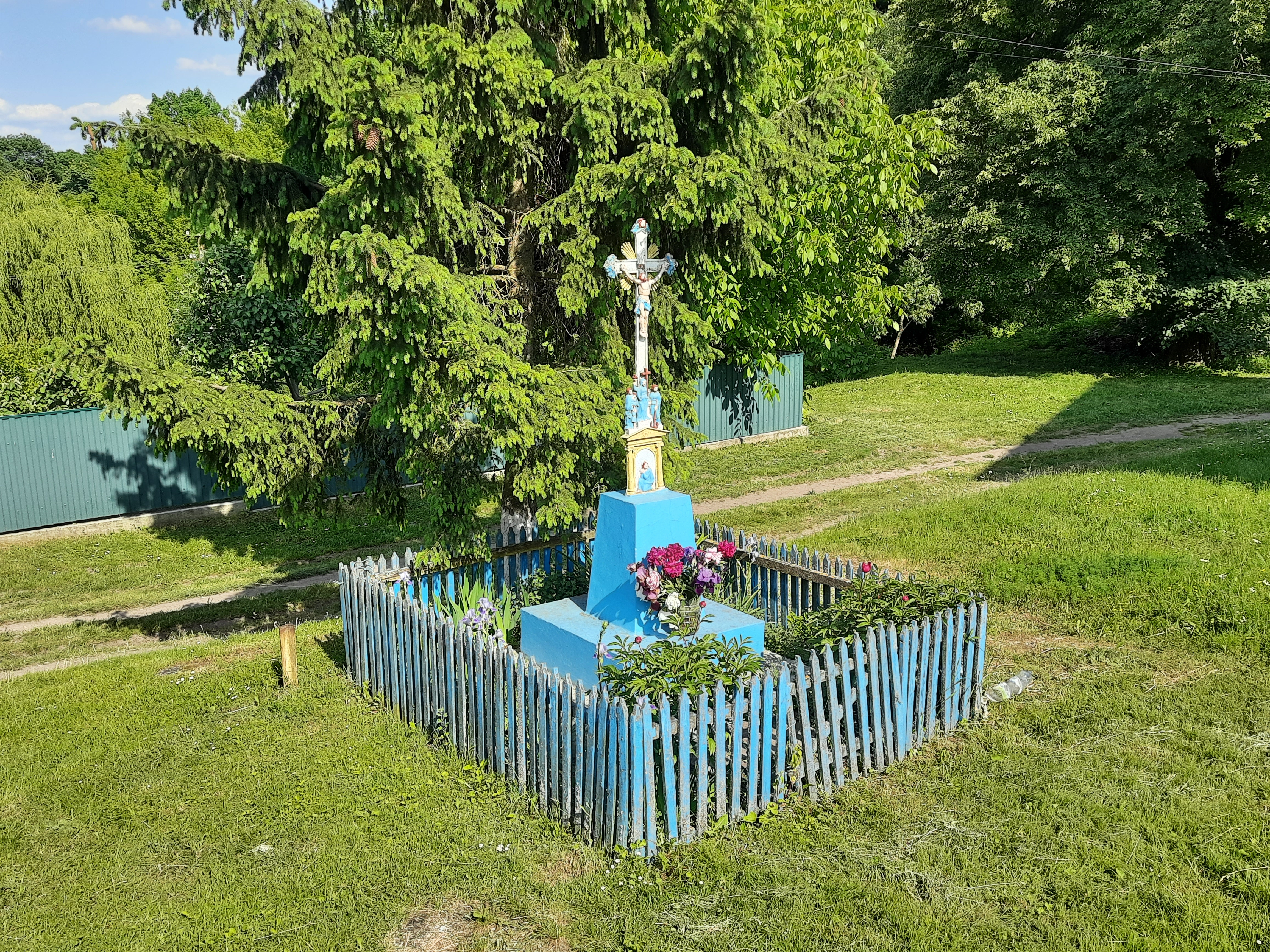
Пам'ятний хрест

Кали́нівщина — село в Україні, Тернопільська область, Чортківський район, Білобожницька сільська громада. Було підпорядковане Білобожницькій сільській раді. До села приєднано хутір Скалка. Хутір Довга Долина виведений із облікових даних у зв'язку з переселенням жителів.

## Розташування
Розташоване за 6 км від районного центру і 1 км від найближчої залізничної станції Білобожниця.
Дворів — 189. 

### Місцевості
- Скалка — хутір, приєднаний до с. Калинівщина; розташований за 1 км від села. У 1952 р. на хуторі — 19 будинків, 60 жителів. Глибока.
- Долина — хутір, виведений із облікових даних у зв'язку з переселенням жителів.[3]

## Історія
Відоме від 17 ст. У 1785 р. тут проживали 606 осіб.
Письмові джерела свідчать, що свого часу тут було село Стара Білобожниця, але коли його захопила епідемія чуми, вціліли тільки три родини. Згодом, після пошесті, люди почали будувати житла на горбі, у Новій Білобожниці. Відтак пан Калиновський придбав запустілі землі, які почав заселяти. Звідси, можливо, й пішла назва села. За іншою версією, на цьому місці ріс розлогий калиновий гай.
У 1884 р. відкрита Залізниця Станиславів — Гусятин зі станцією в селі.
1902 р. велика земельна власність у Калинівщині, належала Владиславові Охоцькому.
У селі в 1900 р. — 938 жителів, 1910—1012, 1921—968, 1931—1056 жителів; у 1921 р. — 181, 1931—214 дворів.
Під час польської пацифікації 1930 р. багато жителів з навколишніх сіл переховувались у Калинівському лісі. У селі діяла клітина ОУН, до якої належали Олексій Джага, Петро Маліцький, Ярослав Музика, Мирослав Сеньків і Петро Скрипник; зв'язковими були Ганна Дзюба, Марія Єднороз, Стася Павліковська, Варвара Скрипник та Євдокія Сміхун.
1 серпня 1934 року село увійшло до складу новоутвореної сільської гміни Білобожниця.
Протягом 1939—1941 рр. органи НКВС замучили і розстріляли у Чортківській тюрмі жителів Калинівщини Ганну Самійлу, Григорія, Івана та Михайла Стариків, Лева Томківа і Степана Юрчишина.
Під час німецько-радянської війни загинули або пропали безвісти у Червоній армії 17 чоловіків:
- Михайло Баюк (нар. 1921),
- Василь Гураль (нар. 1907),
- Яків Данилів (нар. 1905 р.н.),
- Степан Деркач (нар. 1919),
- Дмитро Джаг (нар. 1922),
- Савелій Джага (1910),
- Василь Духніцький (нар. 1894),
- Олексій Кравецький (нар. 1916),
- Іван Маліцький (нар. 1922),
- Степан Музика (нар. 1926),
- Антон Мушинський (нар. 1912),
- Йосип Погорецький (нар. 1922),
- Федір Проник (нар. 1913),
- Франко Савчин (нар. 1909),
- Іван Сміхун (нар. 1918),
- Антон Томків (нар. 1910),
- Петро Шимків (нар. 1912).

В УПА воювали Пантелеймон Маліцький, Ярослав Музика, Мирослав Сеньків та інші місцеві жителі.
З 4 вересня 2015 року Калинівщина належить до Білобожницької сільської громади.
12 червня 2020 року, відповідно до розпорядження Кабінету Міністрів України № 724-р «Про визначення адміністративних центрів та затвердження територій територіальних громад Тернопільської області» увійшло до складу Білобожницької сільської громади.
19 липня 2020 року, в результаті адміністративно-територіальної реформи та ліквідації Чортківського району (1940—2020), увійшло до складу новоутвореного Чортківського району.

## Релігія
- церква святого Архістратига Михаїла (1992; ПЦУ[8]; мурована).

У селі є капличка Матері Божої (2001).

## Пам'ятники
- пам'ятник Лесі Українці (1958),
- пам'ятний хрест на честь скасування панщини.

## Населення
| 938 | 1012 | 968 | 1056 | 390 | 359 |

## Соціальна сфера
За Австро-Угорщини функціонувала 1-класна школа з українською мовою навчання.
У 1920–1930-х рр. діяли філії «Просвіти», «Рідної школи» та інших українських товариств; кооператива.
У 1947 р. примусово створено колгосп (голова правління Петро Гураль); 1960 р. об'єднаний з господарствами сіл Білобожниця та Семаківці.
Протягом 1980-х рр. село газифіковано.
Нині працюють клуб, фольклорний ансамбль «Калина», бібліотека, торговий заклад, ТзОВ Агрофірма «Калинівщина», фермерське господарство «Вільний селянин».

## Відомі люди

### Народилися
- Василь Гавриш (1894–р. см. невід.) — громадський діяч, літератор;
- Євгенія Домінік (нар. 1938) — агрономка, громадська діячка. Лауреатка Державної премії УРСР (1980 р.), заслужений працівник сільського господарства УРСР (1986 р.), Герой соціалістичної праці (1988 р.);
- Сухий Володимир Іванович (1987-2023) — український військовослужбовець, учасник російсько-української війни[10][11][12][13].
- Михайло Тхоровський (нар. 1978) — релігійний діяч, перший секретар нунціатури в ООН (США);
- Богдана Штепула (до шлюбу Кушнір; нар. 1960) — фінансистка, банкірка, господарниця.